# Håbo bibliotek

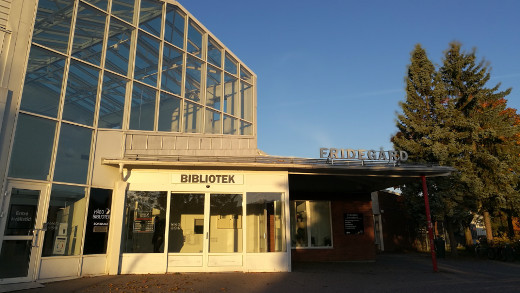
Håbo bibliotek i Bålsta centrum

Håbo bibliotek är ett folkbibliotek i Håbo kommun i Uppsala län. Biblioteket ligger i kommunens centralort Bålsta. Biblioteket är ett integrerat gymnasiebibliotek och ligger i samma byggnad som Fridegårdsgymnasiet.Håbo bibliotek blev 2006 nominerat till Årets bibliotek av fackförbundet DIK. 

## Organisation
Biblioteket är en enhet under Kultur- och fritidsförvaltningen i Håbo kommun.